# Lỗ Mục công
Lỗ Mục công (chữ Hán: 魯穆公, trị vì 415 TCN-383 TCN), tên thật là Cơ Hiển (姬顯), là vị vua thứ 30 của nước Lỗ - chư hầu nhà Chu trong lịch sử Trung Quốc.
Cơ Hiển là con của Lỗ Nguyên công, vị vua thứ 29 của nước Lỗ. Năm 416 TCN, Lỗ Nguyên công qua đời, Cơ Hiển lên nối ngôi, tức là Lỗ Mục công.
Nước Lỗ từ thời Lỗ Điệu công đã nằm trong tay Tam Hoàn, vua Lỗ không còn thực quyền. Vì thế ngay sau khi lên ngôi, Lỗ Mục công đã phong bác sĩ Công Nghi Hưu làm tướng, đánh đuổi Tam Hoàn, thu hồi quyền lực về nhà vua. Quý tôn thị bỏ chạy về ấp Phí, lập ra tiểu quốc là nước Phí (費).
Năm 412 TCN, nước Tề đem quân đánh Lỗ, chiếm đất Cử và An Dương. Lỗ Mục công sai Ngô Khởi làm tướng ra chống, đánh bại quân Tề.
Năm 411 TCN, Lỗ Mục công chán ghét Ngô Khởi, không còn tin dùng. Ngô Khởi bèn bỏ sang nước Ngụy. Cùng năm, quân Tề sang đánh Lỗ, tiến đến đất Thành.
Năm 408 TCN, Tề lại đánh Lỗ, chiếm vùng Thành Ấp (nay là huyện Tứ Thủy, Sơn Đông).
Năm 394 TCN, Tề và Lỗ tiếp tục nổ ra chiến tranh, nước Hàn đem quân cứu Lỗ, đẩy lui quân Tề.
Năm 390 TCN, Lỗ Mục công đánh bại quân Tề ở Bình Lục
Năm 383 TCN, Lỗ Mục công qua đời. Ông ở ngôi 33 năm. Con ông là Cơ Phấn lên nối ngôi, tức là Lỗ Cung công.